# Ponkvica
Ponkvica je naselje v Občini Šentjur.